# Angelo Scala
Angelo Scala, nome di battaglia  Battista (Genova Rivarolo, 29 febbraio 1908 – Genova, 4 giugno 1974), è stato un partigiano italiano, Comandante della Brigata Balilla.

## Biografia
Nasce da una famiglia modesta in cui non vi sono tradizioni militari. Orfano di madre in tenerissima età, inizia adolescente il suo lavoro di aiutante tra i muratori. Amico di infanzia di Riccardo Rissotto, responsabile comunista della zona della Val Polcevera, inizia la propria lotta antifascista nel 1922 ed è subito in prima fila contro le squadracce che arrivano a Bolzaneto per le loro spedizioni punitive.
Il 25 luglio 1943 riunisce allo stabilimento Ansaldo di Genova Campi i suoi compagni di lavoro e, mentre la radio ribadisce che "la guerra continua", invita gli operai a scendere in piazza per chiedere la liberazione dei detenuti politici e la fine dell'alleanza italiana coi nazisti. Dopo l'8 settembre organizza il nucleo gappista di Bolzaneto.
Alla fine del luglio 1944, a seguito dell'arresto di Balilla Grillotti, responsabile comunista per la Val Polcevera, Scala ed il suo gruppo sono costretti ad abbandonare Bolzaneto per rifugiarsi presso il Comando della VI Zona Operativa. Il gruppo viene inquadrato prima nel Distaccamento Musso prima della 57ª Brigata, poi denominato Distaccamento Balilla ed infine passato alla Brigata Jori.
Dal novembre dello stesso anno Scala viene nominato da Bisagno comandante della Brigata Volante Balilla. Si trattava di una struttura snella, formata da pochi elementi scelti e ben armati, che avevano il compito di portare la guerriglia a ridosso della città. Nonostante la dichiarata matrice comunista, Battista godeva della massima stima del Comando Alleato, per il coraggio e la risolutezza, tanto che gli fu riconosciuta la Bronze Star Medal. Tra le numerose azioni condotte da Scala spiccano senza dubbio la contro-rappresaglia alla strage nazista di Cravasco e la battaglia del Monte Sella, in cui la Balilla ebbe i suoi due unici morti.
Dopo la Liberazione, rimase in prima fila nei processi intentati contro i partigiani. Alla sua morte, sia il Comune di Genova che quello di Sant'Olcese, in cui Battista ed i suoi uomini avevano il loro comando, gli intitolarono entrambi una strada.